# Starec in morje
Starec in morje (izvirno angleško: The Old Man and the Sea) je novela oz. kratki roman Ernesta Hemingwayja, ki jo je pisatelj napisal leta 1951 na Kubi, objavil pa 1952. 
Starec in morje je zadnje večje Hemingwayevo delo in eno od najbolj znanih. Zgodba govori o starajočem se kubanskem ribiču, ki daleč na morju ujame veliko mečarico. Ribo mora potem braniti še pred morskimi psi in jo na koncu uspešno spravi na kopno. 
Za novelo je Hemingway leta 1953 prejel Pulitzerjevo nagrado za leposlovje, posebej omenjena pa je bila tudi v obrazložitvi podelitve Nobelove nagrade za književnost leta 1954.